# Karketu Dili
Karketu Dili – wschodniotimorski klub piłkarski, mający siedzibę w stolicy kraju Dili.

## Historia
Chronologia nazw:
- 2015: Karketu Dili

Klub piłkarski Karketu Dili został założony w mieście Dili w 2015 roku. W rundzie kwalifikacyjnej do nowo utworzonej LFA Primeira Divisão zajął drugie miejsce w grupie B i otrzymał promocję do Primeira Divisão. W sezonie 2016 startował w pierwszej edycji Primeira Divisão, zajmując drugie miejsce. W 2017 zdobył swój pierwszy tytuł mistrzowski.

## Sukcesy

### Trofea krajowe
| \| \| Zdobyte trofea w rozgrywkach Timoru Wschodniego (stan na: 31-12-2017) \| |                                                                       |      |            |
| Rozgrywki                                                                      | Osiągnięcie                                                           | Razy | Sezon(y)   |
| Mistrzostwo                                                                    | I miejsce                                                             | 1    | 2017       |
| Mistrzostwo                                                                    | II miejsce                                                            | 2    | 2016, 2018 |
| Mistrzostwo                                                                    | III miejsce                                                           | 0    |            |
| Puchar                                                                         | zdobywca                                                              | 0    |            |
| Puchar                                                                         | finalista                                                             | 0    |            |
| Puchar                                                                         | ćwierćfinalista                                                       | 1    | 2016       |
| Timor Wschodni                                                                 | Zdobyte trofea w rozgrywkach Timoru Wschodniego (stan na: 31-12-2017) |      |            |

## Stadion
Klub rozgrywa swoje mecze domowe na stadionie Narodowym w Dili, który może pomieścić 5000 widzów.

## Trenerzy
...
- 12.2016–0?.2017:  Iurie Arcan
- 0?.2017–01.2018:  Antonio Timothio
- 02.2018–...:  Iurie Arcan